# Aage Petersen (politiker)
 For alternative betydninger, se Aage Petersen. (Se også artikler, som begynder med Aage Petersen)
Aage Petersen (født 11. maj 1895 i Vejle, død 6. december 1957) var en dansk købmand og politiker. Han var medlem af Folketinget for Det Konservative Folkeparti fra valget den 14. maj 1957 til hans uventede død 6. december samme år.

## Opvækst og erhverv
Aage Petersen fra adoptivsøn af købmand Mogens Petersen i Pjedsted mellem Fredericia og Vejle. Han gik i adoptivfarens fodspor idet han blev udlært i blandet købmandshandel fra 1909 til 1913. Herefter arbejdede han i forskellige detail- og engrosforretninger frem til 1921 hvor han blev selvstændig købmand i Pjedsted. Han drev købmandsforretningen til sin død i 1957.
Han blev bestyrelsesmedlem i Østjydsk Handelsforening i 1933 og handelsforeningens formand i 1944. I 1947 blev han bestyrelsesmedlem i Centralorganisationen af jydske Købmandsforeninger og kasserer for dens handelsskolefond, og i 1950 blev han medlem af bestyrelsen for Danmarks Handelsskoleforening. Han var medlem af repræsentantskabet for Vejle Bank fra 1946.

## Politisk karriere
Petersen var medlem af sognerådet og kommunekasserer i Pjedsted Kommune fra 1933 til 1937 og fra 1937 var han kommunal revisor. Han blev meningsrådmedlem i Pjedsted Sogn i 1954.
Han blev bestyrelsesmedlem i Den konservative Vælgerforening i Fredericiakredsen i 1953 og opstillet til Folketinget for Det Konservative Folkeparti i kredsen i 1957. Ved folketingsvalget samme år blev han valgt, men nåede kun at være folketingsmedlem i knap 6 måneder før han døde.

## Død
Han var indlagt til behandling på et hospital for en sygdom som normalt ikke farlig, men døde pludseligt om morgenen den 6. december 1957. Niels Ravn indtrådte i Folketinget som efterfølger for Aage Petersen.